# بيت المشرقي (مناخة)

تعديل مصدري - تعديل

بيت المشرقي هي إحدى قرى عزلة حصبان بمديرية مناخة التابعة لمحافظة صنعاء، بلغ تعداد سكانها 171 نسمة حسب تعداد اليمن لعام 2004.